# Инда, Эдуардо
Эдуардо Инда (исп. Eduardo Inda; род. 15 июля 1967, Памплона) — испанский журналист, в 2007—2011 годах — главный редактор самого популярного в Испании спортивного издания Marca. С 2011 года работал репортёром газеты El Mundo. В 2015 году учредил и возглавил электронное новостное издание Okdiario.

## Биография
Эдуардо Инда окончил факультет информатики Наваррского университета. В 1994 году работал редактором в газете El Mundo в Мадриде.
В декабре 2007 года выбран главным редактором ежедневной газеты Marca, самого популярного в Испании спортивного издания, освещающего в основном новости футбола. Работал также футбольным комментатором на спортивном канале La Sexta.
Женат, имеет двоих детей.